# Leire Olaberría
Leire Olaberria, née le 17 février 1977 à Ikaztegieta, est une coureuse cycliste sur piste espagnole. Elle a remporté la médaille de bronze de la course aux points lors des Jeux olympiques de 2008 à Pékin, derrière Marianne Vos et Yoanka González.

## Palmarès sur piste

### Jeux olympiques
- Pékin 2008 
  -  Médaillée de bronze de la course aux points
- Londres 2012
  - 13e de l'omnium

### Championnats du monde
- Pruszkow 2009
  - 7e de la course aux points
  - 9e de la poursuite individuelle
  - 18e du scratch
- Ballerup 2010
  -  Médaillée de bronze de l'omnium
  - 7e de la course aux points
  - 7e de l'omnium
- Melbourne 2012
  - 6e de la course aux points
  - 8e de l'omnium
- Minsk 2013
  - 6e de l'omnium
  - 9e du scratch
- Cali 2014
  - 5e de l'omnium
  - 6e du scratch
  - 8e de la poursuite individuelle
- Saint-Quentin-en-Yvelines 2015
  - 7e de l'omnium
  - 11e de la course aux points
- Londres 2016
  - 11e de l'omnium
  - 16e du scratch

### Coupe du monde
- 2005-2006
  - 2e de la course aux points à Sydney
- 2010-2011
  - 1re de l'omnium à Melbourne
- 2012-2013
  - 3e de l'omnium à Aguascalientes
- 2013-2014
  - Classement général du scratch
- 2014-2015
  - 3e de la poursuite par équipes à Cali
- 2014-2015
  - 2e de l'omnium à Cali

### Championnats d'Europe
- Pruszków 2010
  -  Championne d'Europe de l'omnium
- Apeldoorn 2013
  -  Médaillée de bronze de la course aux points

### Championnats d'Espagne
- Championne d'Espagne du keirin : 2004, 2005, 2006, 2007 et 2008
- Championne d'Espagne du 500 mètres : 2005
- Championne d'Espagne de vitesse individuelle : 2005 et 2006
- Championne d'Espagne de poursuite individuelle : 2007, 2008, 2009, 2010, 2011 et 2015
- Championne d'Espagne du scratch : 2007, 2008, 2009, 2010 et 2011
- Championne d'Espagne de course aux points : 2008, 2009, 2010 et 2011
- Championne d'Espagne de poursuite par équipes : 2009 et 2010
- Championne d'Espagne de l'omnium : 2010
- Championne d'Espagne de vitesse par équipes : 2017
- Championne d'Espagne de course à l'américaine : 2017

## Palmarès sur route
- 2009
  - 3e du championnat d'Espagne du contre-la-montre
- 2010
  -  Championne d'Espagne du contre-la-montre
  -  Championne d'Espagne sur route
  - La Mérignacaise
- 2013
  - 2e du championnat d'Espagne du contre-la-montre
- 2014
  -  Championne d'Espagne du contre-la-montre
- 2015
  - 3e du championnat d'Espagne sur route
  - 3e du championnat d'Espagne du contre-la-montre